# Пружанський повіт (Російська імперія)
Пружанський повіт (біл. Пружанскі павет) — історична адміністративно-територіальна одиниця Слонімської, Литовської та Гродненської губернії. Адміністративний центр — місто Пружани.

## Підпорядкування
- Утворений у 1795 році у складі Слонімської губернії на території, що відійшла до складу Російської імперії після третього поділу Речі Посполитої.
- 1797 року відійшов до Литовської губернії.
- 1801 року передано до складу Гродненської губернії.
- 1918, квітень — повіт увійшов до Волинської губернії Української держави, 15 листопада переданий до Холмської губернії.

## Склад
Станом на 1886 рік налічував 241 сільську громаду, 414 поселень у 22 волостях. Населення — 93 767 осіб (46787 чоловічої статі та 46980 — жіночої), 7 885 дворових господарств.
|                     | Площа, десятин | У тому числі орної, дес. |
| ------------------- | -------------- | ------------------------ |
| Сільських громад    | 126345         | 70265                    |
| Приватної власності | 97608          | 27626                    |
| Казенної власності  | 106653         | 1066                     |
| Іншої власності     | 2906           | 1201                     |
| Загалом             | 333512         | 100158                   |

## Адміністративний поділ
Волосний поділ станом на 1886 рік:
| №  | Назва                      | Центр         | Населення | Кількість дворів | Площа, десятин | Площа орної землі, дес. | Кількість поселень (сільських громад) |
| -- | -------------------------- | ------------- | --------- | ---------------- | -------------- | ----------------------- | ------------------------------------- |
| 1  | Байківська                 | Полеукішки    | 2223      | 186              | 5927           | 2978                    | 11 (7)                                |
| 2  | Березька                   | Картуз-Береза | 7476      | 589              | 17902          | 6470                    | 20 (11)                               |
| 3  | Біловезько-Олександрівська | Біловіж       | 3686      | 515              | 10038          | 6319                    | 59 (11)                               |
| 4  | Великосільська             | ?             | 2537      | 218              | 5809           | 2798                    | 6 (7)                                 |
| 5  | Городечнянська             | Щерчеве       | 2923      | 235              | 11888          | 4738                    | 12 (18)                               |
| 6  | Добучинська                | Огородники    | 2922      | 304              | 6970           | 4062                    | 8 (7)                                 |
| 7  | Котранська                 | ?             | 1971      | 152              | 8412           | 2937                    | 11 (7)                                |
| 8  | Линівська                  | ?             | 2741      | 203              | 6919           | 3059                    | 7 (5)                                 |
| 9  | Малецька                   | ?             | 4800      | 335              | 10922          | 4973                    | 15 (13)                               |
| 10 | Масіївська                 | ?             | 4924      | 703              | 10304          | 5574                    | 51 (10)                               |
| 11 | Матвіївська                | ?             | 1619      | 124              | 6891           | 2093                    | 8 (5)                                 |
| 12 | Михайлівська               | Шані          | 5208      | 464              | 15792          | 6484                    | 18 (11)                               |
| 13 | Мурав'ївська               | Матяса        | 6151      | 460              | 17868          | 9011                    | 24 (23)                               |
| 14 | Никитська                  | Смоляни       | 2547      | 203              | 6639           | 3558                    | 11 (8)                                |
| 15 | Носковська                 | ?             | 4587      | 397              | 11361          | 5174                    | 29 (18)                               |
| 16 | Ревятицька                 | ?             | 4227      | 336              | 10889          | 4396                    | 16 (13)                               |
| 17 | Рудницька                  | ?             | 4214      | 341              | 7529           | 3677                    | 15 (15)                               |
| 18 | Селецька                   | ?             | 7409      | 499              | 17280          | 6083                    | 28 (17)                               |
| 19 | Старуновська               | ?             | 3937      | 431              | 10100          | 3171                    | 27 (12)                               |
| 20 | Сухопільська               | ?             | 7089      | 622              | 20785          | 7735                    | 22 (18)                               |
| 21 | Черняківська               | ?             | 1885      | 137              | 8038           | 2033                    | 9 (7)                                 |
| 22 | Шерешевська                | ?             | 7188      | 440              | 6179           | 2793                    | 7 (3)                                 |

Станом на 1913 рік у повіті було 19 волостей.

## Населення
Повіт знаходився на межі української етнічної території. За даними етнографічної експедиції 1869—1870 років під керівництвом Павла Чубинського, значну частину населення повіту стоновили українці.
За працею російського військового статистика Олександра Ріттіха «Племенной состав контингентов русской армии и мужского населения Европейской России» 1875 року частка українців серед чоловіків призовного віку повіту становила 86,5 %, євреїв — 9 %, поляків — 3 %, німців — 0,7 %, татар — 0,03 %.
За переписом 1897 року чисельність населення становило 139 074 особи. У повітовому місті Пружани проживало 7 633 мешканці. Розподіл населення за рідною мовою згідно з переписом 1897 року:
| Мова       | Осіб    | Відсоток |
| ---------- | ------- | -------- |
| білоруська | 104988  | 75,5 %   |
| єврейська  | 17797   | 12,8 %   |
| українська | 9278    | 6,7 %    |
| російська  | 4182    | 3,0 %    |
| польська   | 1936    | 1,4 %    |
| німецька   | 392     | 0,3 %    |
| татарська  | 183     | 0,1 %    |
| інші       | 318     | 0,3 %    |
| Разом      | 139 074 | 100 %    |

## Відомі особи
- Крупський Йосип Григорович